# Krwiobieg

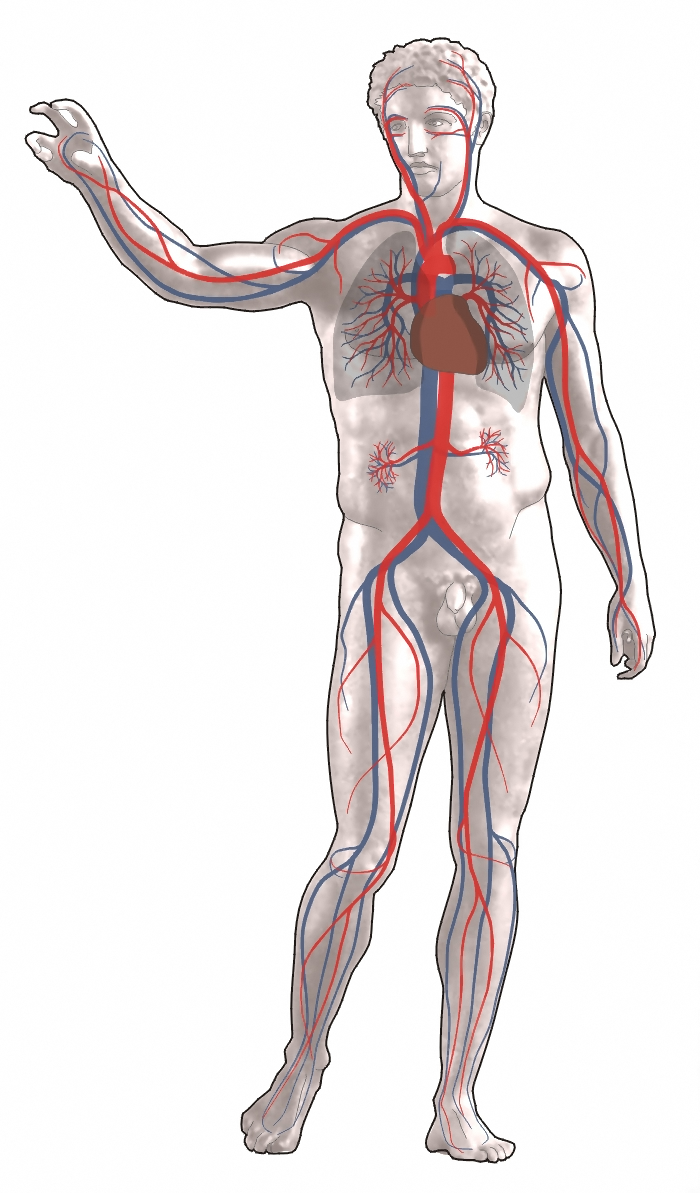
Układ krwionośny człowieka.

Krwiobieg, krążenie krwi – zachodzący w ciele zwierząt proces mający na celu rozprowadzenie po organizmie krwi lub hemolimfy, dostarczając do tkanek wody i substancji odżywczych, zabierając z nich produkty przemiany materii, a także przenosząc hormony, komórki odpornościowe i naprawcze oraz biorąc udział w termoregulacji. W przypadku występowania barwnika oddechowego ponadto dostarczany jest tlen, a zabierany dwutlenek węgla.
Wprawienie krwi w obieg jest realizowane różnie. Większość gatunków zwierząt ma mniej lub bardziej rozwinięty, otwarty lub zamknięty układ krwionośny, który zawiera przynajmniej jedno naczynie tętniące i w ten sposób pompujące krew. U głowonogów i czworonogów doszło do zróżnicowania się dwóch obiegów krwi: dużego i małego, co zapobiega mieszaniu się krwi odtlenowanej z natlenowaną. U gatunków nieposiadających układu krwionośnego za krążenie krwi odpowiadają skurcze mięśni w ścianach jam ciała lub ruchy całego organizmu.